# Debórah Dwork
Pour les articles homonymes, voir Dwork.
Debórah Dwork, née en 1964 à New York, est une historienne américaine, spécialisée dans l'histoire de l'Holocauste. Elle est « Rose Professor of Holocaust History » et directrice fondatrice du Strassler Center for Holocaust and Genocide Studies de l'université Clark à Worcester, au Massachusetts.

## Éducation et carrière
Dwork obtient un BA de l'Université de Princeton en 1975, un MPH de l'Université Yale en 1978 et un doctorat de l'University College London en 1984. Après des études postdoctorales à la Smithsonian Institution, elle rejoint la faculté de l'Université du Michigan en 1984 et déménage au Yale Child Study Center de l'Université de Yale en 1989.
Elle prend son poste actuel de « Rose Professor » à l’université Clark en 1996. Elle a été boursière de la Fondation Guggenheim, de l'American Council of Learned Societies et du Woodrow Wilson International Center for Scholars et occupe actuellement (2017-2018) le poste de chercheur senior Shapiro au United States Holocaust Memorial Museum.
À l’université Clark, elle dirige les premiers travaux de Raz Segal.

## Vie privée
Dwork est la fille du mathématicien Bernard Dwork et la sœur de l'informaticienne Cynthia Dwork.